# Geaya aureobrunnea
Geaya aureobrunnea is een hooiwagen uit de familie Sclerosomatidae.